# Hopfgarten im Brixental
Hopfgarten im Brixental är en ort och kommun i förbundslandet Tyrolen i Österrike. Kommunen har 5 793 invånare (2024), på en yta av 166,54 km². Hopfgarten im Brixental är beläget 622 meter över havet och är en vintersportort.
Kommunen består av sju orter (Ortschaften) (inom parentes invånarantal 1 januari 2024):
- Glantersberg (153)
- Grafenweg (916)
- Gruberberg (77)
- Hopfgarten-Markt (2 669)
- Kelchsau (732)
- Penningberg (953)
- Salvenberg (293)